# 宮城縣美術館

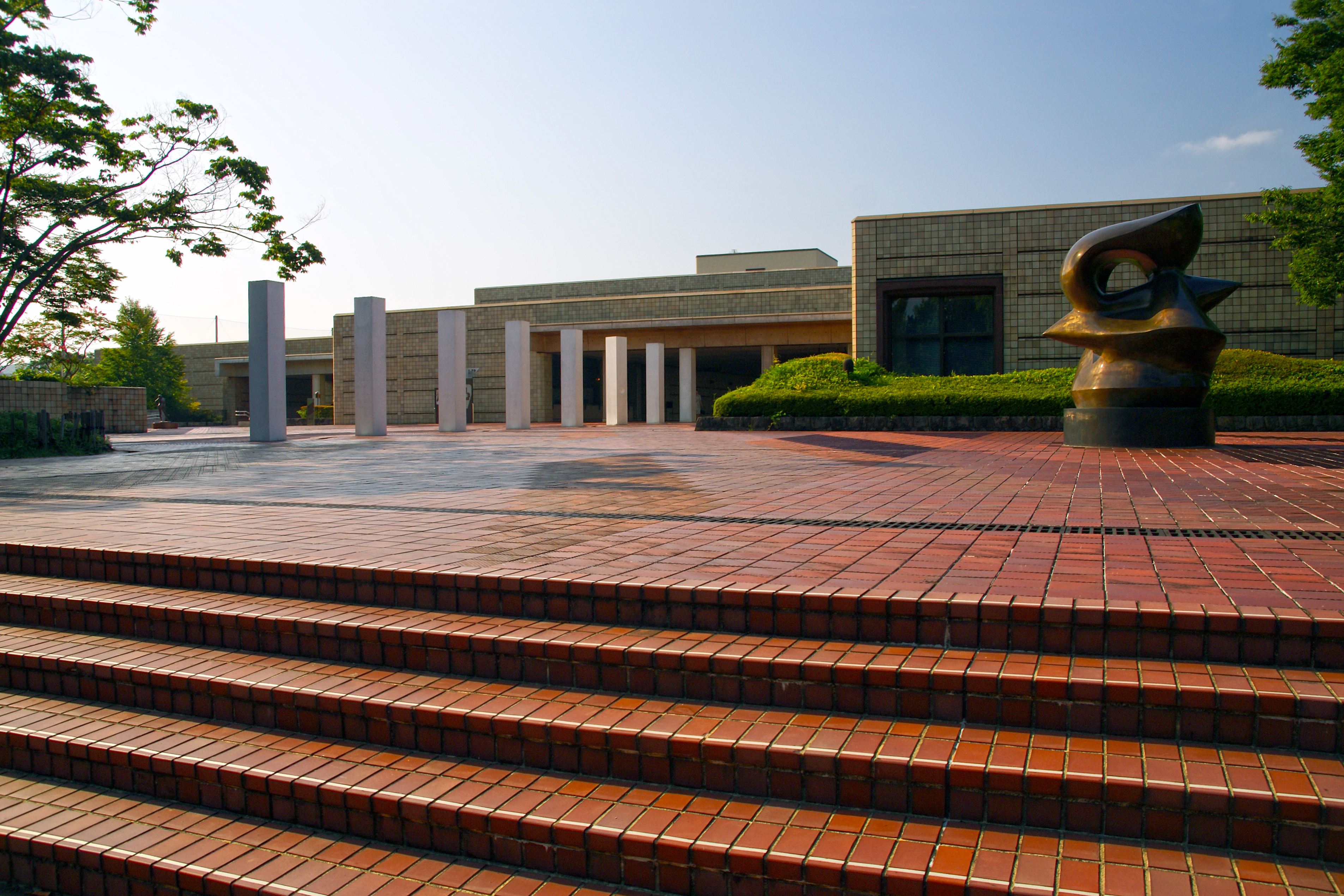

宮城縣美術館（日语：宮城県美術館、みやぎけんびじゅつかん）是位於日本宮城縣仙台市青葉區川內元支倉的一座宮城縣立美術館。

## 历史
美術館本館的設計者是前川國男。本館西側的別館是展示佐藤忠良作品的佐藤忠良記念館。本館開業於1981年，佐藤忠良記念館開業於1990年。

## 外部連結
- 宮城県美術館 （页面存档备份，存于）
- 宮城県美術館・仙 台二高周辺 （页面存档备份，存于）